# 2020年魁北克市持刀襲擊事件
2020年10月31日，位於加拿大魁北克市老城的省議會大廈附近發生持刀襲擊事件，共造成兩人死亡，五人受傷。死者分別為61歲的女子和56歲男子，兇嫌已被逮捕。

## 事發過程
報導稱施襲者身穿“中世紀服裝”，因案發當晚為萬聖節，因此推測該套服裝可能與萬聖節裝扮有關。襲擊發生在魁北克省议会大厦附近，該建築為魁北克國民議會的會議地點。魁北克省警方稱受傷的五人已經被送往當地醫院接受治療。警方表示，兇手在5年前曾計劃使用此次事件的類似手法襲擊醫生。